# 山村尚史
山村尚史（日语：／ Yamamura Takashi，1940年9月19日—），日本男子帆船运动员。他曾代表日本参加1970年亚洲运动会帆船比赛，获得一枚金牌。他也曾参加1972年夏季奥林匹克运动会。